# Georg Engelhardt
Georg Reinhard/Reinhold (von) Engelhardt, född 1775 i Riga, död 1862 i Sankt Petersburg, var en rysk (balttysk) skriftställare.
Engelhardt tjänade i hären samt utrikesministeriet, utnämndes av kejsaren Alexander I av Ryssland till understatssekreterare i riksrådet, övertog 1811 direktörskapet för pedagogiska institutet och var 1816–1823 föreståndare för lyceet i Tsarskoje-Selo. År 1826 företog han en geologisk forskningsresa till nedre Volga och Ural tillsammans med sin lärjunge Gregor von Helmersen.
Han författade värdefulla arbeten rörande Rysslands geografi och utgav, efter Ferdinand von Wrangels egenhändigt förda dagbok, Reise längs der Nordküste von Sibirien und auf dem Eismeer (Berlin, 1839). Åren 1838–1852 var Engelhardt redaktör för den ryska tidskriften "Landwirthschaftliche Zeitung".

## Andra skrifter
- Russische Miscellen zur genauern Kenntnis Russlands und seiner Bewohner (fyra band, Sankt Petersburg, 1828–1832 (ur band 1 har på svenska utgivits "Ryssland", Stockholm 1993)
- Marfa och Andrej: en saga från Rysslands forntid (Linköping 1831)
- Ryska noveller om kärlek, våld och död (Stockholm 1991)